# Rutilotrixa westralica
Rutilotrixa westralica là một loài ruồi trong họ Tachinidae.